# ابراهیم قرمی
ابراهیم بن حق قِرِمی همچنین با لقب‌ها و نسب‌های افندی و دشتی (۱۵۹۳م) صوفی تاتاری اهل کریمه بود در سدهٔ شانزدهم میلادی/دهم هجری بود که به استانبول کوچید و همان‌جا درگذشت. او همچنین به تفسیر بسیار می‌پرداخت. مدارج الملک المنان فی بیان معارج الإنسان و مواهب الرحمن فی بیان مراتب الأکوان را نگاشت که در این دو اثر، بسیاری از آموزه‌های صوفیانه را آورده و نیز از سلطان مراد سوم و نبردهایش با ایرانیان سخن گفته‌است.